# ストリップ修正
ストリップ修正（ストリップしゅうせい）は、製版上の誤謬・変更部分を削り、ストリップフィルムと呼ばれる非常に薄いフィルムに写した正しい文字を張ることによって修正すること。集版したフィルム全体の修正（完全版）はしていないものである。ストリップ修正した部分にはストリップフィルムによる独特の影が映るのでその確認が出来る。
最近ではストリップ修正をせずに、1版出し直す場合が多い。背景としては、これができる技術者自体が減少していること、その手間とコストが1版出し直しと比較して廉価とは言えなくなっていること、ストリップフィルムが入手困難になってきていることが挙げられる。しかしながら、重版までに年数がかかり、元の電子データが無くなっていた場合に、たいへん便利である。
2003年の時点で日本国内でのストリップフィルム製造はすでに終了しており、在庫を残すのみである。そもそも、進行しつつあるCTP化によって、製版フィルムを使用すること自体が減少傾向にある中、消え去りつつある技術となっている。